# Ullblau
L'ullblau (Erythromma lindenii) és una espècie d'odonat zigòpter blau i negre (o verd i negre) de la família Coenagrionidae. És present a Catalunya.
És una espècie bastant comuna en el sud i l'oest d'Europa, però no es troba a les Illes Britàniques, Escandinàvia i Europa de l'Est. També es pot trobar al nord d'Àfrica.
Erythromma lindenii era conegut prèviament com a Coenagrion lindenii i Cercion lindenii.

## Identificació
El color dominant del mascle és blau (amb els ulls brillants blaus en el mascle adult), mentre que la femella és de coloració groga verdosa dominant, amb una taca blavosa a l'abdomen. El mascle té els apèndixs llargs i corbats, i marques negres en forma de llança en els segments S3-S6 del seu abdomen.

## Subespècie
Erythromma lindenii té tres subespècies: 
- Erythromma lindenii lacustre (Beutler, 1985)
- Erythromma lindenii lindenii (Selys, 1840)
- Erythromma lindenii zernyi (Schmidt, 1938)

## Galeria

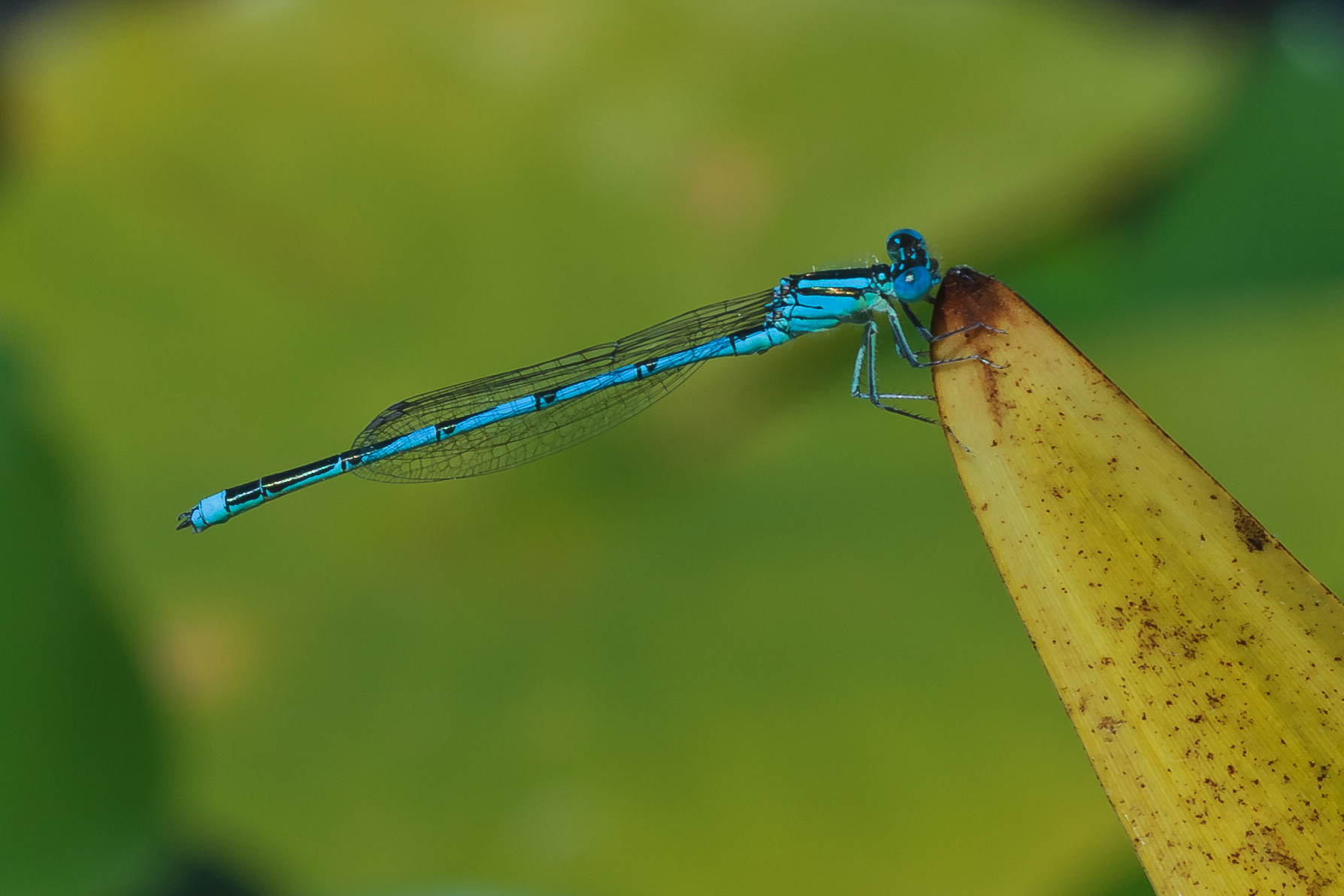
Erythromma lindenii mascle
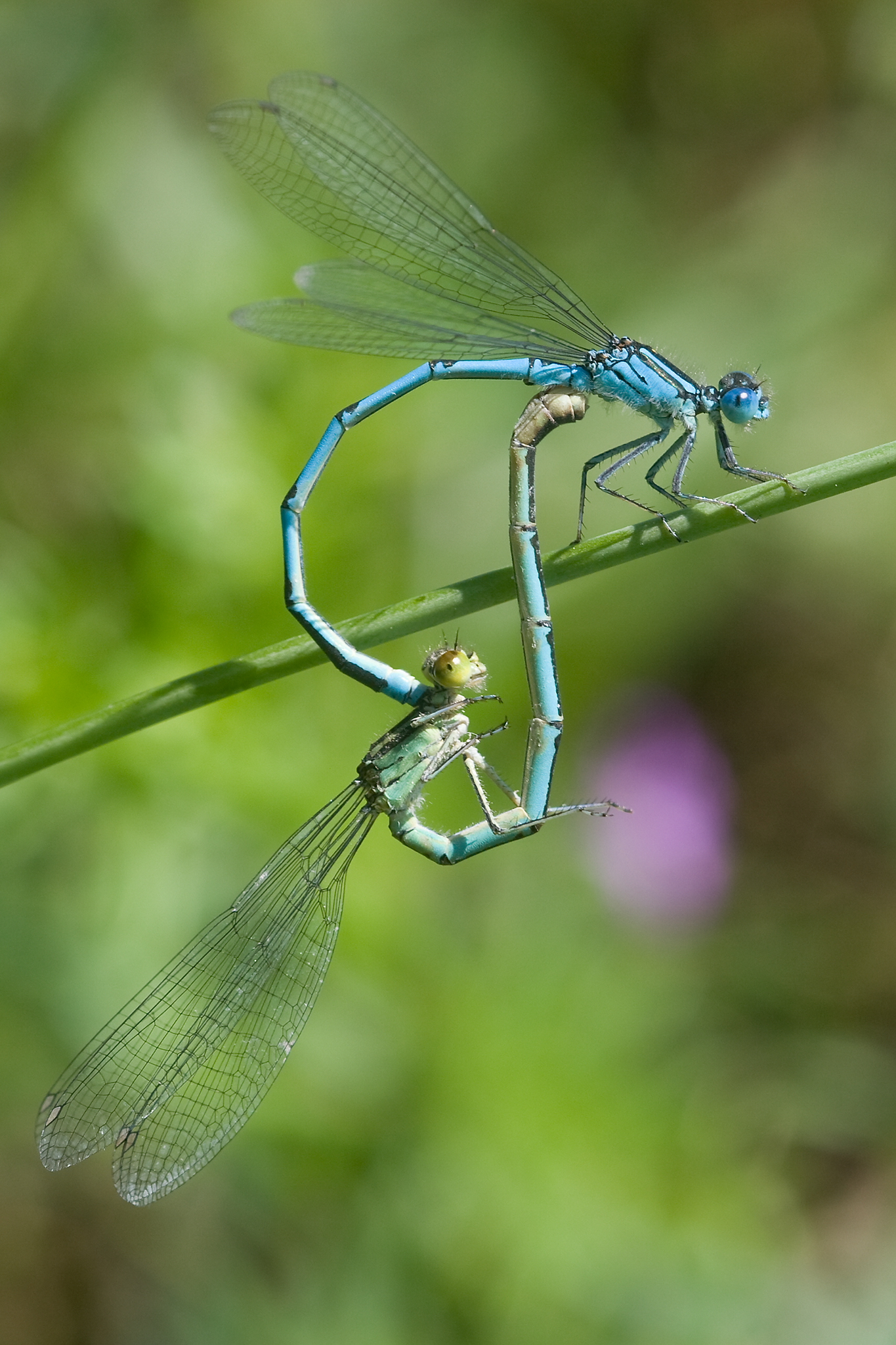
Erythromma lindenii còpula
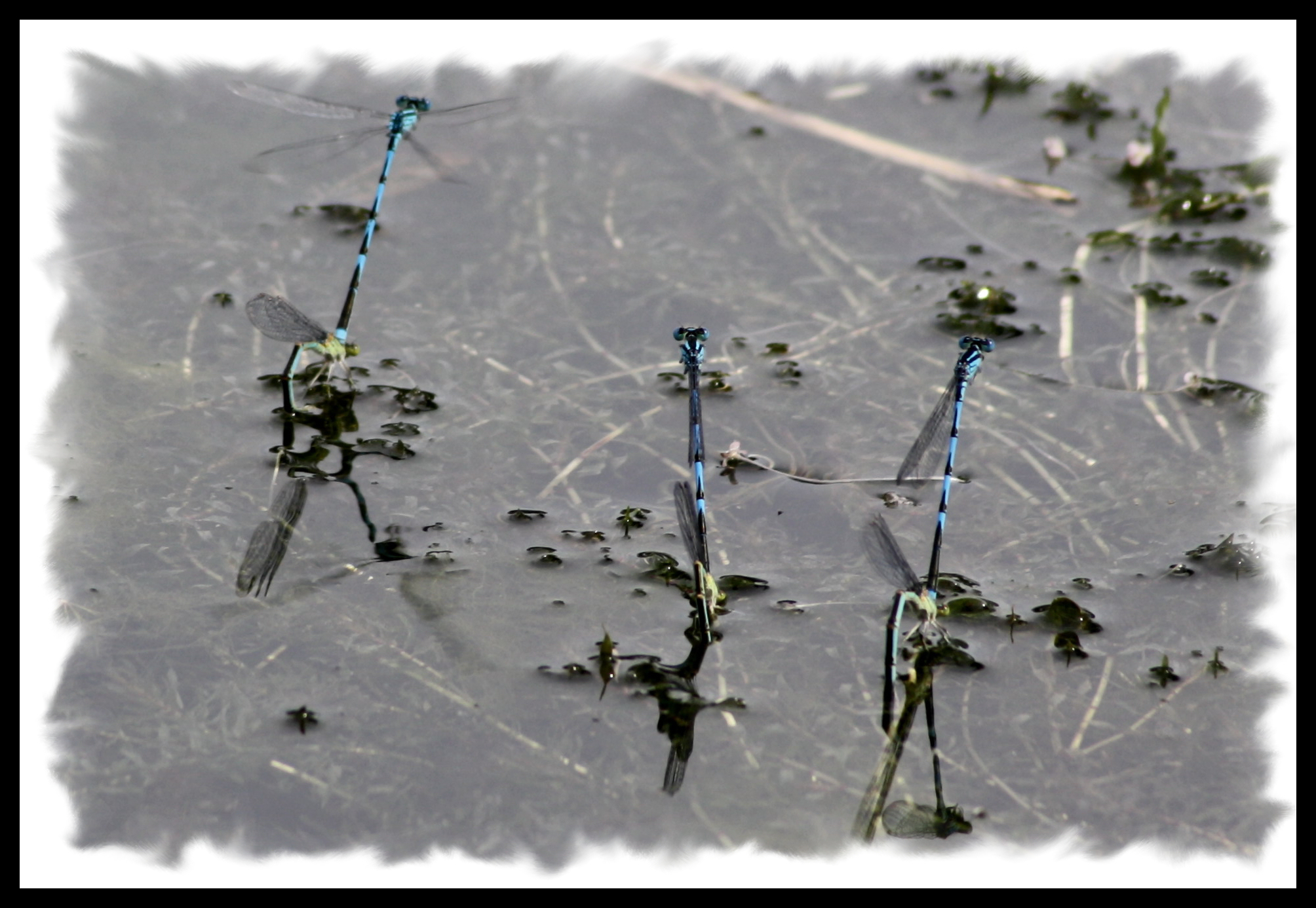
Eythromma lindenii posta